# IC 2021
IC 2021 ist eine Spiralgalaxie vom Hubble-Typ Sbc?? im Sternbild Dorado am Südsternhimmel. Im selben Himmelsareal befinden sich u. a. die Galaxien NGC 1500, NGC 1506, IC 2018, IC 2023.
Das Objekt wurde am 7. Dezember 1899 vom US-amerikanischen Astronomen DeLisle Stewart entdeckt.